# Scaphyglottis hondurensis
Scaphyglottis hondurensis là một loài thực vật có hoa trong họ Lan. Loài này được (Ames) L.O.Williams miêu tả khoa học đầu tiên năm 1950.